# 스턱 (영화)
스턱(Stuck)은 미국에서 제작된 마이클 베리 감독의 2017년 드라마, 뮤지컬 영화이다. 지안카를로 에스포지토 등이 주연으로 출연하였다.
2017년 4월 23일, 뉴포트 비치 영화제에서 전 세계 초연되었다. 2019년 4월 19일 Eammon Films에 의해 개봉이 예정되었다.

## 출연

### 주연
- 지안카를로 에스포지토
- 에이미 메디건
- 아샨티

### 조연
- 아덴 조
- 오마르 차파로